# São João (Paraná)
São João (pronuncia-se AFI: [sɐ̃w̃ joɐ̃w̃]  ouça) é um município brasileiro do estado do Paraná. Sua população, segundo resultados do Censo 2022, era de 11.886 habitantes.

## História
São João tem sua origem ligada à fertilidade de suas terras e à madeira em abundância, pois estes foram os motivos que fizeram com que, por volta de 1920, as famílias Marcondes, Félix e Vieira dos Santos e Hartmann, vindas do Rio Grande do Sul e Santa Catarina, se instalassem na região. Longe da cidade, as famílias pioneiras da localidade que, mais tarde, viria a ser o município de São João, viviam da caça e da criação de suínos, que eram trocados por ferramentas e mantimentos.
No ano de 1925 os pioneiros deram inicio à construção da estrada até Chopinzinho, e, em 1936, foi erguida a primeira capela, com missa realizada pelo Frei Timóteo de Palmas. De forte tradição religiosa, a cidade possui em São João Batista seu santo padroeiro.
Com o crescimento do povoado, em 1954 a localidade passou a ser distrito do município de Mangueirinha. No ano seguinte, com a emancipação política de Chopinzinho, passou a pertencer a este, como distrito. Em 25 de julho de 1960, pela lei nº- 4.245, alcançou a emancipação político-administrativa.

## Geografia
A cidade localiza-se a uma latitude 25º49'40" sul e a uma longitude 52º43'31" oeste, estando a uma altitude de 750 metros, junto a bacia do Rio Iguaçu e ocupa uma área de 388,06 km². O município faz parte da Mesorregião do Sudoeste Paranaense, fazendo divisa com os municípios de Itapejara do Oeste, Coronel Vivida, Chopinzinho, Quedas do Iguaçu, Verê, Sulina, Rio Bonito do Iguaçu, São Jorge d'Oeste.
São João está localizado no Planalto de Guarapuava do Paraná, também denominado Terceiro planalto paranaense, na sua parte sul. O litoral do estado (Oceano Atlântico) está a uma distância de quatrocentos e quatorze quilômetros da cidade.

## Demografia

### Religião
São várias as manifestações religiosas presentes na cidade. Embora tenha se desenvolvido sobre uma matriz social eminentemente católica, tanto devido à colonização quanto à imigração, é possível encontrar atualmente na cidade algumas denominações evangélicas diferentes, assim como a prática do espiritismo, entre outras. De acordo com dados do censo de 2000 realizado pelo Instituto Brasileiro de Geografia e Estatística (IBGE), a população de São João está composta por: católicos (85,18%), Evangélicos (14,51%), pessoas sem religião (0,19%) e Testemunhas de Jeová (0,09%).

#### Igreja Católica Romana
O território do município de São João está compreendido na Paróquia São João Batista, Decanato de São João, que está vinculado à Diocese de Palmas e Francisco Beltrão que, por sua vez, está vinculada à Arquidiocese de Cascavel. A igreja católica reconhece como padroeiro da cidade São João Batista e o dia do padroeiro é 24 de junho.
A cidade é sede da maior festa de São João do Paraná, onde, a cada ano, é acesa a maior fogueira de São João do Brasil[carece de fontes?].

## Economia
A cidade possui sua economia baseada na agricultura e pecuária, sendo berço de importantes instituições e empresas deste setor. Dentre outras, destacam-se a Coasul Cooperativa Agroindustrial e a SICREDI Iguaçu, com sedes no município.

## Infraestrutura

### Educação
O Município possui um sistema de ensino primário e secundário, público e privado, com 12 estabelecimentos de ensino fundamental, 10 unidades pré-escolares e 2 escolas de nível médio. Ao total, são 2 243 matrículas e 182 docentes registrados, com grandes resultados e premiações na área de educação e esportes.

### Mobilidade urbana e acessibilidade
O município de São João conta com uma grande frota de veículos, quando comparada à população, tendo registados um total de 4.489 veículos em novembro de 2010.
| Evolução da frota de veículos | Evolução da frota de veículos | Evolução da frota de veículos |
| Ano                           | Frota                         |                               |
| ----------------------------- | ----------------------------- | ----------------------------- |
| 2007                          | 3 563                         |                               |
| 2008                          | 3 841                         |                               |
| 2009                          | 4 192                         |                               |
| 2010                          | 4 489                         |                               |

O sistema viário do município é notadamente heterogêneo. A cidade possui três principais acessos rodoviários:
- Na direção leste, pela PR-281, dando acesso a Chopinzinho, Curitiba e Litoral Paranaense;
- Na direção oeste, também pela PR-281, dando acesso a São Jorge d'Oeste, Dois Vizinhos, e Capanema;
- Na direção sul, pela PR-562, dando acesso a Itapejara d'Oeste, Coronel Vivida e Pato Branco;

As menores distâncias, por acesso rodoviário, da cidade de São João são: Chopinzinho (26,9 Km), Itapejara d'Oeste (24,8 Km) e São Jorge d'Oeste (27,7 Km).